# شعب الكوري
شعب الكوري هم شعب صغير يعيش على جزيرة لامو على الساحل الكيني الشمالي وهم إحدى المجموعات العرقية لكينيا. في عام 1985 كان عددهم بين 200 و 250 شخصا. يعود تاريخهم إلى قبل 1870، بعد أن هُزموا من قبل بوركو ماساوي في 1870، فروا من إلى شمال شرق كينيا حيث نقلوا كأسرى من قِبل الشعب الصومالي. بعد العمل لمدة سنة كعبيد لدى الصوماليين، تم اطلاق سراحهم من قبل القوات الاستعمارية البريطانية في حوالي نهاية القرن التاسع عشر. قبل أن ينتهي بهم المطاف إلى جزيرة لامو في النصف الثاني من القرن العشرين. كما اندثرت لغتهم الخاصة، وهم يتكلمون اللغة الصومالية. وقد أخذوا الكثير من العادات الصومالية.